# Radweg Bergstraße
Der Radweg „die Bergstraße“ ist ein 84 km langer Radwanderweg, der die Städte Darmstadt und Heidelberg verbindet. Landschaftlich wird die Strecke getrennt von den Hügeln des Odenwalds an der östlichen Seite und der Oberrheinischen Tiefebene an der westlichen Seite.

## Charakteristik
Die Routenführung erfolgt größtenteils über asphaltierte Feldwege. Viele Ortsdurchfahrten verlaufen über kleinere Straßen im öffentlichen Straßenverkehr. Der Radweg ist durchgehend in beide Richtungen ausgeschildert.
Zwischen Darmstadt-Eberstadt und Malchen verläuft die Strecke direkt auf der stark befahren Bundesstraße 3. Auch durch den Verlauf durch viele Städte ist der Radweg nur bedingt für Familien geeignet.

## Streckenbeschreibung

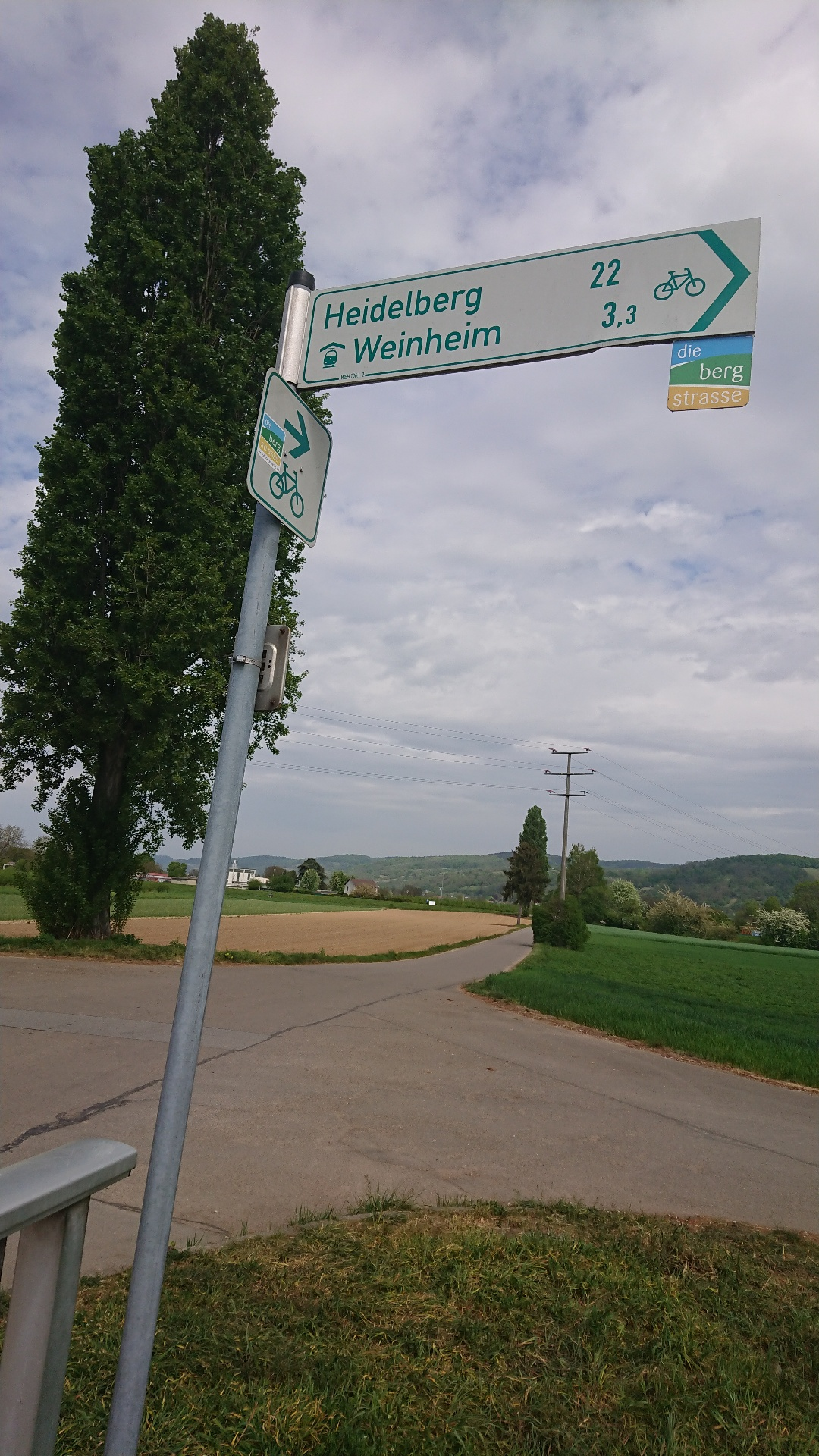
Wegweiser kurz vor Weinheim

Der Start ist am Luisenplatz in Darmstadt und verläuft in südliche Richtung entlang der hessischen Bergstraße. Er durchquert eine Vielzahl von historischen Städten. Nach 36 km wird Lorsch erreicht. Hier führt der Radweg direkt zu dem Kloster Lorsch, das seit dem Jahr 1991 Weltkulturerbe ist.
Zwischen Heppenheim und Laudenbach wechselt nach 49 km der Radweg von der hessischen Bergstraße nach Baden-Württemberg zur badischen Bergstraße. Ab Weinheim steigt der Weg an und verläuft bis Schriesheim an den Hängen der Weinberge.
Kurz vor Heidelberg macht die Strecke eine kleine Schleife nach Ladenburg und führt ein Stück am Neckar entlang. Das Ende der Strecke ist in Heidelberg an der „Alte Brücke“.

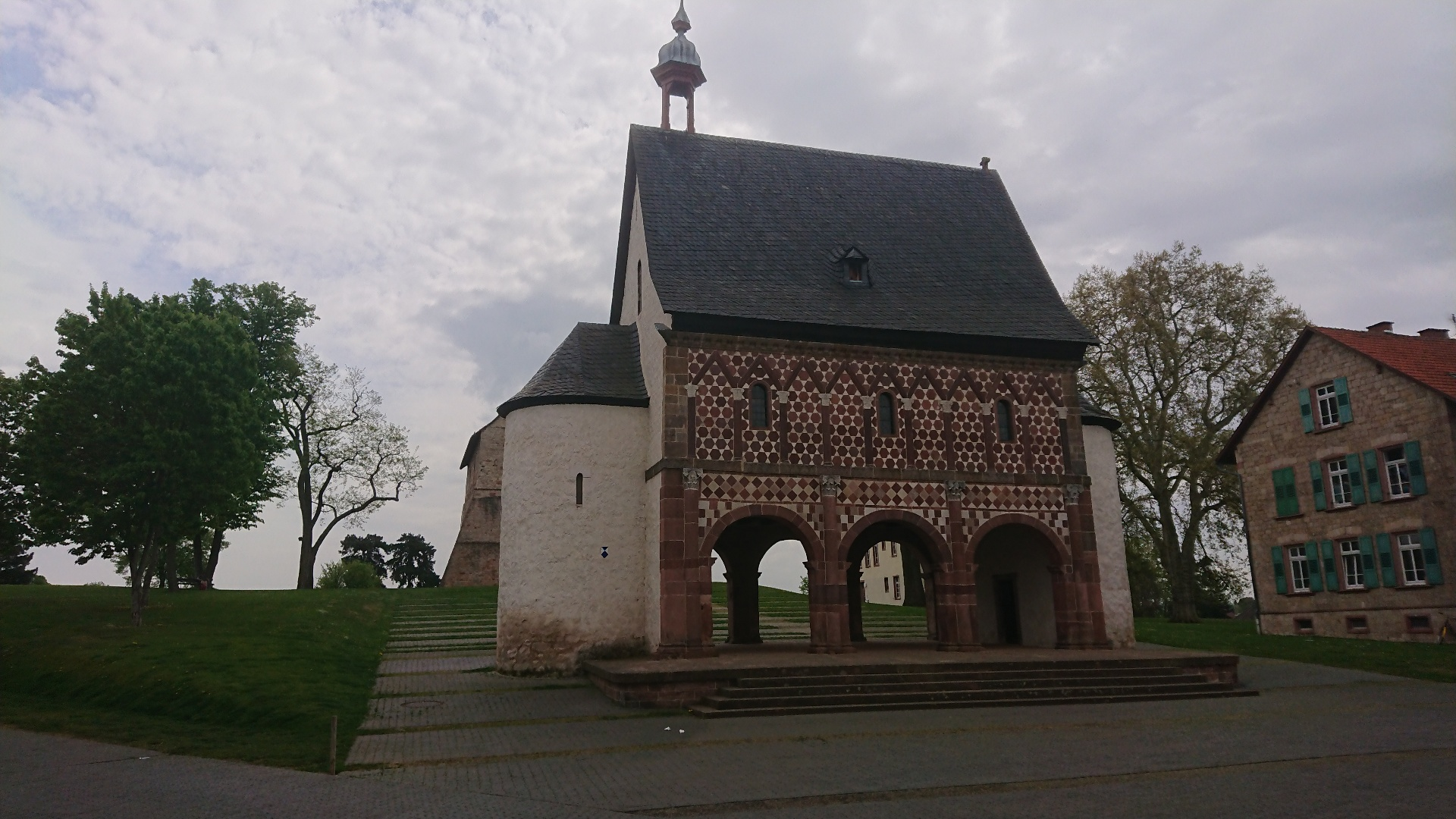
Kloster Lorsch

### Variante
Seit 2014 gibt es neben dieser "klassischen" Streckenführung auch eine "naturnahe" Variante. Die naturnahe Variante verläuft parallel und weitgehend abseits bebauter Gebiete und umgeht damit aber auch gleichzeitig die zahlreichen Sehenswürdigkeiten entlang der Bergstraße. Die Beschilderung der "naturnahen" Variante unterscheidet sich durch einen unterhalb des klassischen Logos angebrachten Schriftzuges "naturnah". Beide Radwege kreuzen sich zwischendurch mehrmals, sodass man unterwegs leicht die Strecken wechseln kann.

## Anschlüsse

### Radwanderwege
- In Heppenheim beginnt der Hessische Radfernweg R8 und verläuft parallel bis Darmstadt und weiter nach Frankenberg (Eder).
- In Heppenheim kreuzt der Hessische Radfernweg R9 zwischen Worms und Obernburg am Main.
- Ab Heidelberg kann man den Neckartal-Radweg bis Villingen-Schwenningen folgen. Die andere Richtung führt bis Mannheim.
- In Heidelberg beginnt der Heidelberg-Schwarzwald-Bodensee-Radweg der bis nach Radolfzell führt.
- Durch Darmstadt-Eberstadt führt die Modau-Route von Neunkirchen bis Stockstadt am Rhein.

### Bahn
Entlang des kompletten Radwegs verläuft die Bahnstrecke Frankfurt am Main–Heidelberg mit Stationen in den meisten Ortschaften.